# Eparchia roweńkowska
Eparchia roweńkowska – jedna z eparchii Ukraińskiego Kościoła Prawosławnego Patriarchatu Moskiewskiego, z siedzibą w Roweńkach.

## Historia i podział administracyjny

Eparchia roweńkowska na tle podziału administracyjnego UKP PM

Erygowana 5 stycznia 2013 postanowieniem Świętego Synodu Ukraińskiego Kościoła Prawosławnego Patriarchatu Moskiewskiego. Obejmuje część obwodu ługańskiego (miasta: Roweńki i Chrustalnyj oraz rejony: antracytowski, sorokyński, łutuhyński i dołżański).
W 2022 r., po agresji Rosji na Ukrainę, Ukraiński Kościół Prawosławny Patriarchatu Moskiewskiego wprowadził zmiany w swoim statucie, sugerujące pełną niezależność Kościoła. Chociaż Cerkiew nie podjęła dalszych działań na rzecz faktycznego uzyskania statusu Kościoła autokefalicznego, część duchowieństwa Kościoła, które mimo wojny zachowało prorosyjskie nastawienie, w praktyce zbojkotowała ustalenia soboru. Eparchia roweńkowska, znajdująca się na terytorium samozwańczej Ługańskiej Republiki Ludowej, publicznie odcięła się od soborowych decyzji. W październiku Święty Synod Rosyjskiego Kościoła Prawosławnego ogłosił jej przejście w bezpośrednią jurysdykcję patriarchy moskiewskiego.
W skład eparchii wchodzi 8 dekanatów:
- dekanat roweńkowski (14 parafii);
- dekanat antracytowski (10 parafii);
- dekanat dołżański, z siedzibą w Swerdłowśku (11 parafii);
- dekanat krasnodoński (19 parafii);
- dekanat krasnołucki (8 parafii);
- dekanat łutuhyński (13 parafii);
- dekanat michajłowski, z siedzibą w Krasnopartyzanśku (11 parafii);
- dekanat pietrowski (10 parafii).

Na terenie eparchii działa męski monaster św. Andrzeja w Pierwozwanowce.

## Biskupi roweńkowscy
Pierwszym ordynariuszem eparchii został biskup roweńkowski i swierdłowski Pantelejmon (Poworozniuk) (od 2015 arcybiskup, od 2019 metropolita). Jego następcą (od 2021 r.) jest arcybiskup Arkadiusz (Taranow).